# 張大孝
张大孝（？—？），字子順，號慕庵，湖廣宝庆府新化县白溪人，军籍，明朝政治人物。

## 生平
万历十三年乙酉科舉人，十七年（1589年）登己丑科進士，吏部觀政，初授舒城縣知縣，有治声。二十二年署镇江府同知，二十七年升刑部员外郎，二十八年江西恤刑，三十一年升郎中，三十二年出为顺德府知府，三十三年丁憂。三十六年起補鳳陽府知府，四十年遷四川按察司副使，分巡马湖道，四十一年拾遺去職。四十四年降为汝宁府同知，四十七年升南京刑部员外郎，四十八年升郎中，天啓三年京察。

## 家族
曾祖张善。祖张解。父张楫。弟张大忠，字子良，號貞菴。